# Ла Гранж (Кентъки)
Вижте пояснителната страница за други значения на Ла Гранж.
Ла Гранж (на английски: La Grange) е град в Кентъки, Съединени американски щати, административен център на окръг Олдъм. Намира се на 35 km североизточно от Луисвил. Населението му е 8877 души (по приблизителна оценка от 2017 г.).
В Ла Гранж е роден режисьорът Дейвид Уорк Грифит (1875 – 1948).